# 豊岡治資
豊岡 治資（とよおか はるすけ）は、江戸時代後期から幕末にかけて活動した公卿。名家豊岡家の第8代当主。

## 生涯

### 出生と前半生
寛政元年11月11日（1789年12月27日）、豊岡和資の子として誕生。母は高丘敬季の娘。
寛政5年1月5日（1793年2月15日）、叙爵。享和3年12月17日（1804年1月29日）、元服し昇殿を許され、拝賀した。
文化4年9月22日（1807年10月23日）、恵仁親王への親王宣下があり、親王の職事となった。文化6年3月24日（1809年5月8日）、立太子と坊官除目があり、春宮少進を兼ねて拝賀した。
文化14年3月22日（1817年5月7日）、光格天皇が譲位し恵仁親王（仁孝天皇）が践祚すると、光格上皇の院別当となり、同日拝賀した。

### 公卿、外弁歴任
文政02年1月4日（1819年1月29日）、従三位に叙され、公卿に列せられた。同年4月13日（5月6日）、父の和資が薨去して服喪し、5月4日（6月25日）に除服出仕した。
文政5年1月1日（1822年1月23日）、元日節会の外弁を務めた。
文政6年12月19日（1824年1月19日）、正三位に昇叙した。これが極位となる。
文政7年1月1日（1824年1月31日）、元日節会の外弁を務めた。文政8年1月2日 (旧暦)（1825年2月19日）、白馬節会の外弁を務めた。文政10年1月2日（1827年1月28日）、再び白馬節会の外弁を務めた。文政11年1月1日（1828年2月16日）、元日節会の外弁を務めた。文政12年11月14日（1829年12月9日）、豊明節会の外弁を務めた。天保4年1月2日（1833年2月21日）、白馬節会の外弁を務めた。天保6年11月19日（1836年1月7日）、再び豊明節会の外弁を務めた。天保8年1月1日（1837年2月5日）、元日節会の外弁を務めた。天保9年1月1日（1838年1月26日）、再び元日節会の外弁を務めた。天保10年1月12日（1839年2月25日）、踏歌節会の外弁を務めた。天保11年1月2日（1840年2月4日）、白馬節会の外弁を務めた。

### 光格上皇の崩御
天保11年11月18日（1840年12月11日）に光格上皇が崩御すると、同年12月20日（1841年1月12日）、御服を賜った。翌年1月20日（1841年2月11日）、除服を宣下された。
天保13年1月14日（1842年2月23日）、踏歌節会の外弁を務めた。天保14年1月1日（1843年1月30日）、元日節会の外弁を、11月24日（1844年1月13日）、豊明節会の外弁を務めた。天保15年1月2日（1844年2月19日）、白馬節会の外弁を務めた。弘化2年1月1日（1845年2月7日）、元日節会の外弁を務めた。弘化3年1月12日（1846年2月7日）、踏歌節会の外弁を務めた。

### 孝明天皇の治世
弘化5年1月12日（1848年2月16日）、踏歌節会の外弁を務め、一献の後退出した。嘉永2年1月2日（1849年1月25日）、白馬節会の外弁を務めた。嘉永5年1月1日（1852年1月21日）、元日節会の外弁を務めた。嘉永6年1月2日（1853年2月9日）、白馬節会の外弁を務め、同年11月15日（1853年12月15日）、豊明節会の外弁を務め、二献の後に退出した。
嘉永7年4月11日（1854年5月7日）、大蔵卿を辞し、同日薨去した。享年66歳。

## 官歴
文政二年以前は『公卿補任』第五篇, 仁孝天皇文政二年条を参照。
- 寛政05年01月05日（1793年02月15日）、従五位下
- 享和03年12月17日（1804年01月29日）、任左馬権頭、叙従五位上
- 文化03年01月18日（1806年03月07日）、叙正五位下
- 文化06年03月24日（1809年05月08日）、兼春宮少進
- 文化06年12月22日（1810年01月27日）、叙従四位下
- 文化09年02月02日（1812年03月14日）、任右兵衛佐
- 文化09年12月19日（1813年01月21日）、叙従四位上
- 文化12年12月19日（1816年01月17日）、叙正四位下
- 文政02年01月04日（1819年01月29日）、叙従三位
- 文政02年04月13日（1819年05月06日）、軽服[注釈 1]
- 文政02年05月04日（1819年06月25日）、除服出仕
- 文政04年12月19日（1822年01月11日）、任大蔵卿[30][注釈 2]
- 文政06年12月19日（1824年01月19日）、叙正三位[7]
- 天保02年06月25日（1831年08月02日）、服解[注釈 3]
- 天保02年08月16日（1831年09月21日）、除服出仕復任[31]
- 嘉永07年04月11日（1854年05月07日）、辞大蔵卿、同日薨[29]

## 系譜
出典がないものは『平成新修旧華族家系大成』下巻, p. 203を参照。
- 妻：貞子 - 舟橋則賢四女
  - 男子：豊岡随資
  - 六男：町尻量衡 - 町尻量輔養子[32]
  - 養子：錦小路頼徳 - 唐橋在久長男、錦小路頼易養子[33]